# District de Châteaumeillant
Le district de Châteaumeillant est une ancienne division territoriale française du département du Cher de 1790 à 1795.
Il était composé des cantons de Chateaumeillant, le Chatelet, Culant et Linieres.
Son premier procureur-syndic fut l'avocat castelmeillantais Nicolas Auclert.